# Valcum
Valcum of Valkum is een wierde in de gemeente Het Hogeland in de Nederlandse provincie Groningen. Het ligt iets ten zuiden van het dorp Winsum en de wierde Tijum, tussen een meander van het Oude Diepje (een oude meander van het Reitdiep) en de provinciale weg N361.

## Naam en bewoning
De betekenis van de naam Valcum is onzeker, al wordt weleens gedacht aan het huis (heem = hem) van de valk. Dit is mede ingegeven door de nabijheid van Winsum, dat huis van de vink zou zijn.
De wierde vormt onderdeel van de oude kwelderrug tussen Winsum en Paddepoel. In de wierde zijn bewoningsporen gevonden uit rond het begin van de jaartelling (inheems-Romeinse en kogelpotscherven), de periode 550 tot 650 en de periode 700 tot 1400. In de 16e eeuw stond er de heerd Valkum, waarvan een tekening staat op de Regemorteskaart van 1643. Van de huidige gelijknamige boerderij Valcum dateert het voorhuis uit 1968 en de schuur van na 1942 (toen brandde de oude af). De wierde werd grotendeels afgegraven in de 19e eeuw.

## Metamorfose
De wierde ondergaat sinds 2008 een gedaantewisseling. Net als de wierden van Wierum in het zuiden van de gemeente en Krassum bij Garnwerd wordt ook Valkum weer aangevuld met baggerspecie dat vrijkomt bij grootscheeps onderhoud van het Winsumer- en Boterdiep in de omgeving. Voor Valcum bestonden oorspronkelijk grootse plannen; er zou een dorpje van rode bakstenen huizen op moeten verrijzen, compleet met herberg en centrale zuil als markeringspunt. In 2007 werden de plannen voor het dorp echter afgeblazen op aanraden van de betrokken overheidsinstanties. De wierde zal na ophoging weer de functie van landbouwgrond krijgen.

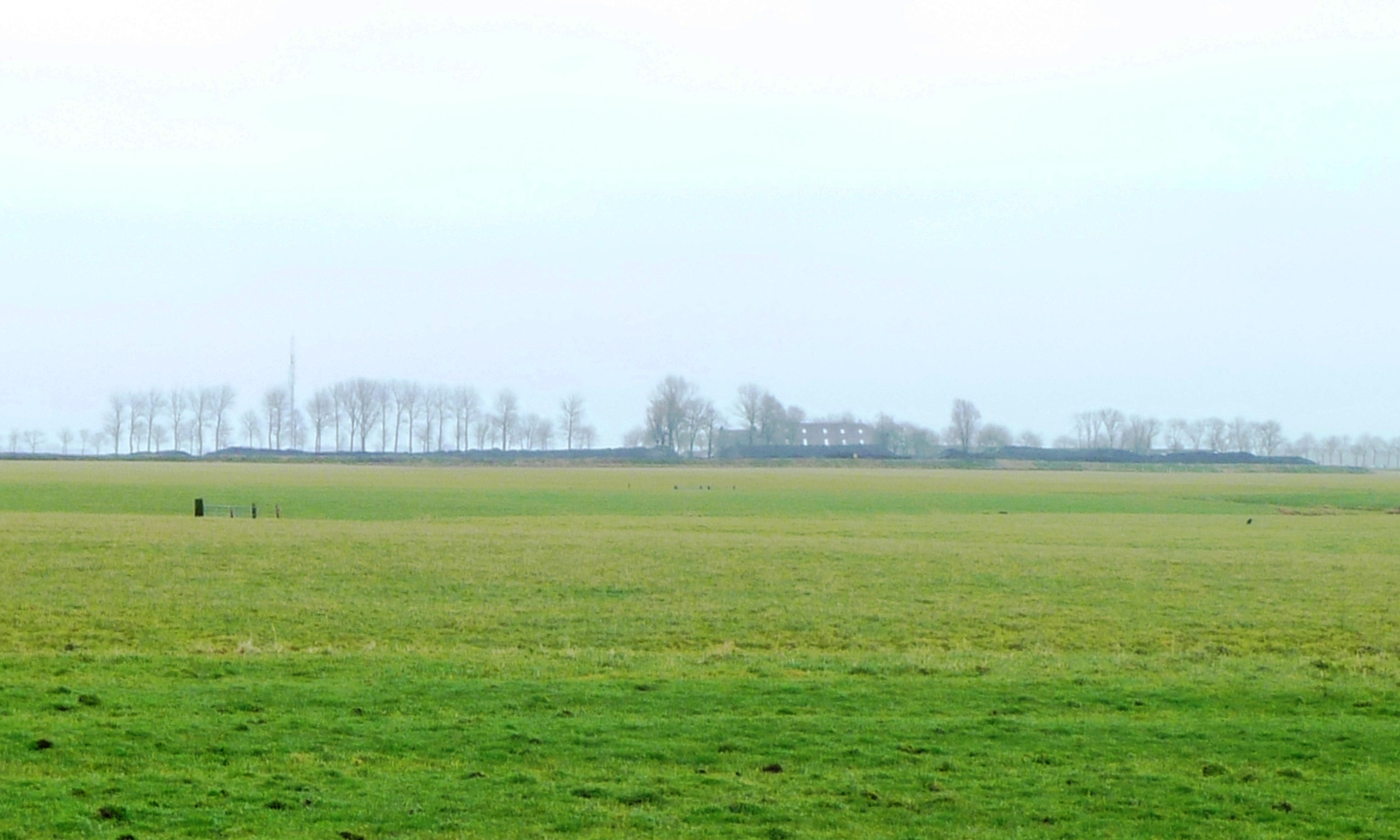
Valcum vanaf de Garnwerderweg tijdens de wierdeaanvullingswerkzaamheden (2011)

Hoofdplaats: Uithuizen

Dorpen: Adorp · Den Andel · Baflo · Bedum · Eenrum · Eppenhuizen · Hornhuizen · Houwerzijl · Kantens · Kloosterburen · 't Lage van de Weg · Lauwersoog · Leens · Leenstertillen · Lutjewolde · Mensingeweer · Molenrij · Niekerk · Noordwolde · Oldenzijl · Onderdendam · Onderwierum · Oosteinde · Oosternieland · Pieterburen · Rasquert · Rodewolt · Roodeschool · Rottum · Saaxumhuizen · Sauwerd · Startenhuizen (deels) · Stitswerd · Tinallinge · Uithuizermeeden · Ulrum · Usquert · Vliedorp · Vierhuizen · Warffum · Warfhuizen · Wehe-den Hoorn · Westerdijkshorn · Westernieland · Wetsinge · Winsum · Zandeweer · Zoutkamp · Zuidwolde · Zuurdijk

Buurtschappen, gehuchten, wierden en buurten: 1e Nijhoezen · 2e Nijhoezen · 't Aagt · Abbeweer · Alinghuizen · Arwerd · Barnegaten · Bellingeweer · Bethlehem · Beusum · Bokum · Breede · Broek · Het Bultje · De Dingen · De Raken · De Vennen · Den Haver · Deikum · Doodstil · Douwen · Duisterwinkel · Eelswerd · Eemshaven · Elens · Ellerhuizen · Ernstheem · Ewer · Grijssloot · Groot Maarslag · Groot Wetsinge · De Haar · Hammeland · Den Hander · Harssens · Hefswal · Hekkum · Helwerd · Heuvelderij · Hiddingezijl · Holwinde · De Hoogte · De Horn · De Houw · 't Houweel · De Hucht · Kaakhorn · Katershorn · Kattenburg · Klei · Kleine Huisjes · Klein Garnwerd · Klein Maarslag · Klein Wetsinge · Kolham · Koningslaagte · Koningsoord · De Knijp · Kruisweg · Lutje Marne · Lutke Saaxum · Maarhuizen · (Marnehuizen) · Menkeweer · Menneweer · Midhalm · Midhuizen · Mollenhuizen · Nijenklooster · Noordpolder · Noordpolderzijl · Obergum · Oldenzijl · Oldorp · Oosterhorn · Oosterhuizen (Eenrum) · Oosterhuizen (Zuidwolde) · Oudedijk · Oudeschip · Paapstil · Panser · Plattenburg · Polen · Ranum · Reidland · Roodehaan · Schapehals · Schaphalsterzijl · Schilligeham · Schouwen · Schouwerzijl · Sint Annerhuisjes · 't Stort · De Streek · Takkebos · Ter Laan · Tijum · Valcum · Valom · Wadwerd · Walsweer · Westerhorn (De Marne) · Westerhorn (Hogeland) · Westerklooster · Westpolder · Wierhuizen · Wierum · 't Wildeveld · Willemsstreek · Zevenhuizen